# Paul Levi
Paul Levi, född 11 mars 1883 i Hechingen, död 9 februari 1930 i Berlin (självmord), var en tysk kommunistisk politiker aktiv inom Komintern. 
Levi blev ledargestalten inom den tyska kommunistiska rörelsen efter morden på Rosa Luxemburg och Karl Liebknecht år 1919, men uteslöts själv ur Tysklands kommunistiska parti (KPD) efter direktiv från Kominterns ledning 1921 då han vänt sig emot det så kallade marsupproret och att KPD:s allmänna strategi var alltför inriktad på kupper. Han anslöt sig därefter först till Unabhängige Sozialdemokratische Partei Deutschlands (USPD), men gick snart vidare till socialdemokratiska SPD, där han stannade, och hade uppdrag bland annat som riksdagsledamot, fram till sin död.
Levi har bland annat utgett Unser Weg (1921).